# Vanessa Hinz
Vanessa Hinz (Múnich, 24 de marzo de 1992) es una deportista alemana que compite en biatlón.
Participó en dos Juegos Olímpicos de Invierno, obteniendo una medalla de bronce en Pekín 2022, en la prueba de relevo, y el quinto lugar en Pyeongchang 2018, en velocidad.
Ganó siete medallas en el Campeonato Mundial de Biatlón, entre los años 2015 y 2021, y tres medallas en el Campeonato Europeo de Biatlón entre los años 2014 y 2023.

## Palmarés internacional
| Juegos Olímpicos   | Juegos Olímpicos             | Juegos Olímpicos  | Juegos Olímpicos |
| Año                | Lugar                        | Medalla           | Prueba           |
| ------------------ | ---------------------------- | ----------------- | ---------------- |
| 2022               | Pekín (China)                | Medalla de bronce | Relevo           |
| Campeonato Mundial |                              |                   |                  |
| Año                | Lugar                        | Medalla           | Prueba           |
| 2015               | Kontiolahti (Finlandia)      | Medalla de oro    | Relevo           |
| 2017               | Hochfilzen (Austria)         | Medalla de oro    | Relevo           |
| 2017               | Hochfilzen (Austria)         | Medalla de oro    | Relevo mixto     |
| 2019               | Östersund (Suecia)           | Medalla de plata  | Relevo mixto     |
| 2020               | Anterselva (Italia)          | Medalla de plata  | Individual       |
| 2020               | Anterselva (Italia)          | Medalla de plata  | Relevo           |
| 2021               | Pokljuka (Eslovenia)         | Medalla de plata  | Relevo           |
| Campeonato Europeo |                              |                   |                  |
| Año                | Lugar                        | Medalla           | Prueba           |
| 2014               | Nové Město (República Checa) | Medalla de plata  | Relevo           |
| 2015               | Otepää (Estonia)             | Medalla de oro    | Relevo           |
| 2023               | Lenzerheide (Suiza)          | Medalla de bronce | Velocidad        |